# Mathieu Bitton
 (août 2021).
Mathieu Yan Bitton, né le 17 avril 1973 à Paris, est un directeur artistique, photographe, réalisateur et producteur français basé à Los Angeles en Californie.

## Biographie
Né à Paris en 1973, Mathieu Bitton s'est rapidement intéressé à la musique et à l'art, principalement  le R&B, le mouvement surréaliste Dada, l'art du Jazz Age des années 1920.
Il poursuit des études de journalisme et, parallèlement, il intègre le cabinet de design. Il travaille comme graphiste et designer indépendant pendant plusieurs années jusqu'à la rencontre d'un responsable de Mercury/Polygram Records qui lui confie la création d'un logo pour le label Loose Cannon. 

## Directeur artistique
En 1997, il fait la rencontre du réalisateur Quentin Tarantino, Mathieu Bitton travaille à cette époque sur un livre retraçant l'histoire des affiches de films de blaxploitation, découvrant leur passion commune, il lui confie la création des affiches de films de sa société. 
Il est choisi pour concevoir les affiches du film consacré au concert de Aretha Franklin Amazing Grace [Neon],. 
Il a conçu le livre et la bande originale pour le film de Shane Black The Nice Guys avec Ryan Gosling et Russell Crowe.

## Cinéma et photographie
À partir de 2008, Mathieu Bitton est présent sur l'ensemble des enregistrements et tournées de Lenny Kravitz, il crée le design du coffret du vingtième anniversaire de l'album Let Love Rule, il le suit sur ces différents concerts, crée le merchandising de la tournée,. 
Il réalise son premier long métrage sur Lenny Kravitz, Looking Back On Love. Bitton a également conçu et photographié "Strut" en 2015, et son dernier album Raise Vibration. 
Il travaille sur un livre de photographies rares de Prince de 1984.
Il documente en 2020 le mouvement Black Lives Matter, les manifestations de Los Angeles liées au meurtre de George Floyd.

## Édition
Mathieu Bitton a conçu plusieurs livres pour Rizzoli, dont un livre sur Lenny Kravitz, NYC 1961-1964 de Bob Dylan, "The Nice Guys" pour le film Shane Black 2016 du même nom avec Ryan Gosling et Russell Crowe et plus récemment "Together Forever: Run-DMC & Beastie Boys de Glen E. Friedman."
Son livre de photographies Darker Than Blue a été publié fin 2016. Il en réédite une version augmentée en 2020 aux éditions Noéve.
Mathieu Bitton sort en 2020 le recueil Darker Than Blue aux Editions Noeve 

## Distinctions
- Chevalier de l'ordre des Arts et des Lettres (18 janvier 2011)[18].